# Antimachos I.

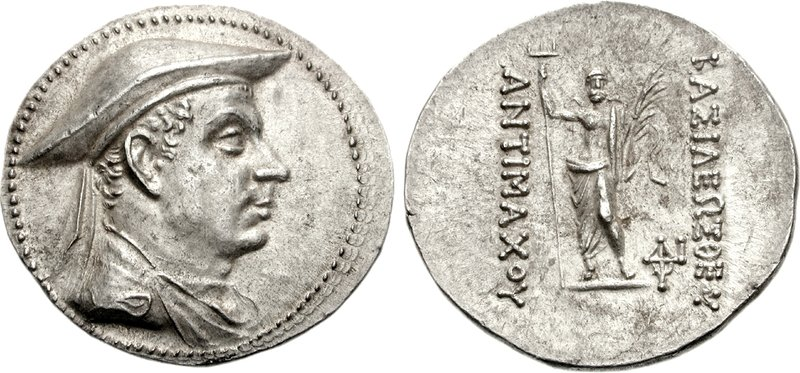
Münze Antimachos' I.

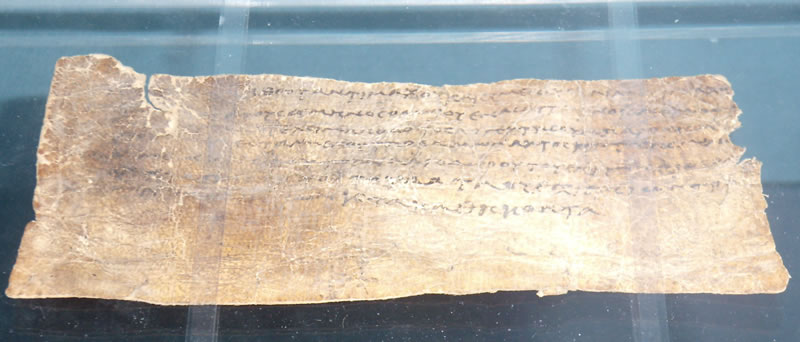
Steuerquittung, die Antimachos I, Antimachos II. und einem Eumenes nennt

Antimachos I. war ein griechisch-baktrischer König. Er ist fast nur von seinen Münzen bekannt. Es wird vermutet, aufgrund seines Porträts und seiner Gedenkmünzen, dass er zur Familie des Euthydemos I. gehörte und vielleicht sogar dessen Sohn war und als dessen Vasall herrschte. Seine Regierungszeit wird versuchsweise um 185 bis 170 v. Chr. angesetzt. Sein Herrschaftsbereich ist umstritten und es ist vermutet worden, dass er nicht in Baktrien, sondern in einem Gebiet zwischen Baktrien und Indien regierte. Dort war er vielleicht der Nachfolger von Agathokles. Wie der letztere prägte Antimachos I. Gedenkmünzen, die sein Bild und das früherer Herrscher zeigen, in seinem Fall Diodotos I. und Euthydemos I. Ein bemerkenswertes Dokument ist eine Steuerquittung auf Pergament aus Baktrien, auf der er zusammen mit einem weiteren Antimachos und einem Eumenes genannt wird. Das Dokument, das sich heute in Oxford befindet, ist in sein viertes Jahr datiert. Das Dokument ist angekauft. Der originale Fundort ist unbekannt.